# Sigismondo Pappacoda
Sigismondo Pappacoda (Nápoles, 23 de março de 1456 - Nápoles, 3 de novembro de 1536) foi um cardeal do século XVII.

## Biografia
Nasceu em Nápoles em 23 de março de 1456. Terceiro dos seis filhos de Francesco Pappacoda, patrício napolitano, e Covella di Gennaro. Seu sobrenome também está listado como Pappagoda.
Obteve o doutorado em utroque iure , tanto em direito canônico quanto em direito civil.
Eleito bispo de Venosa, 3 de dezembro de 1492. Consagrado (nenhuma informação encontrada). Transferido para a Sé de Tropea em 10 de maio de 1499.
Criado cardeal sacerdote no consistório de 21 de novembro de 1527; recebeu o chapéu vermelho e o título de S. Maria degli Angeli. Recusou a promoção ao cardinalato
Morreu em Nápoles em 3 de novembro de 1536. Sepultado na igreja de S. Giovanni Evangelista dei Pappacodi, Nápoles, ao lado de seu irmão Angelo Pappacoda, bispo de Martorano